# Agrothereutes leucoproctus
Agrothereutes leucoproctus är en stekelart som först beskrevs av Johann Ludwig Christian Gravenhorst 1829.  Agrothereutes leucoproctus ingår i släktet Agrothereutes och familjen brokparasitsteklar. Inga underarter finns listade i Catalogue of Life.